# Lijst van vogels

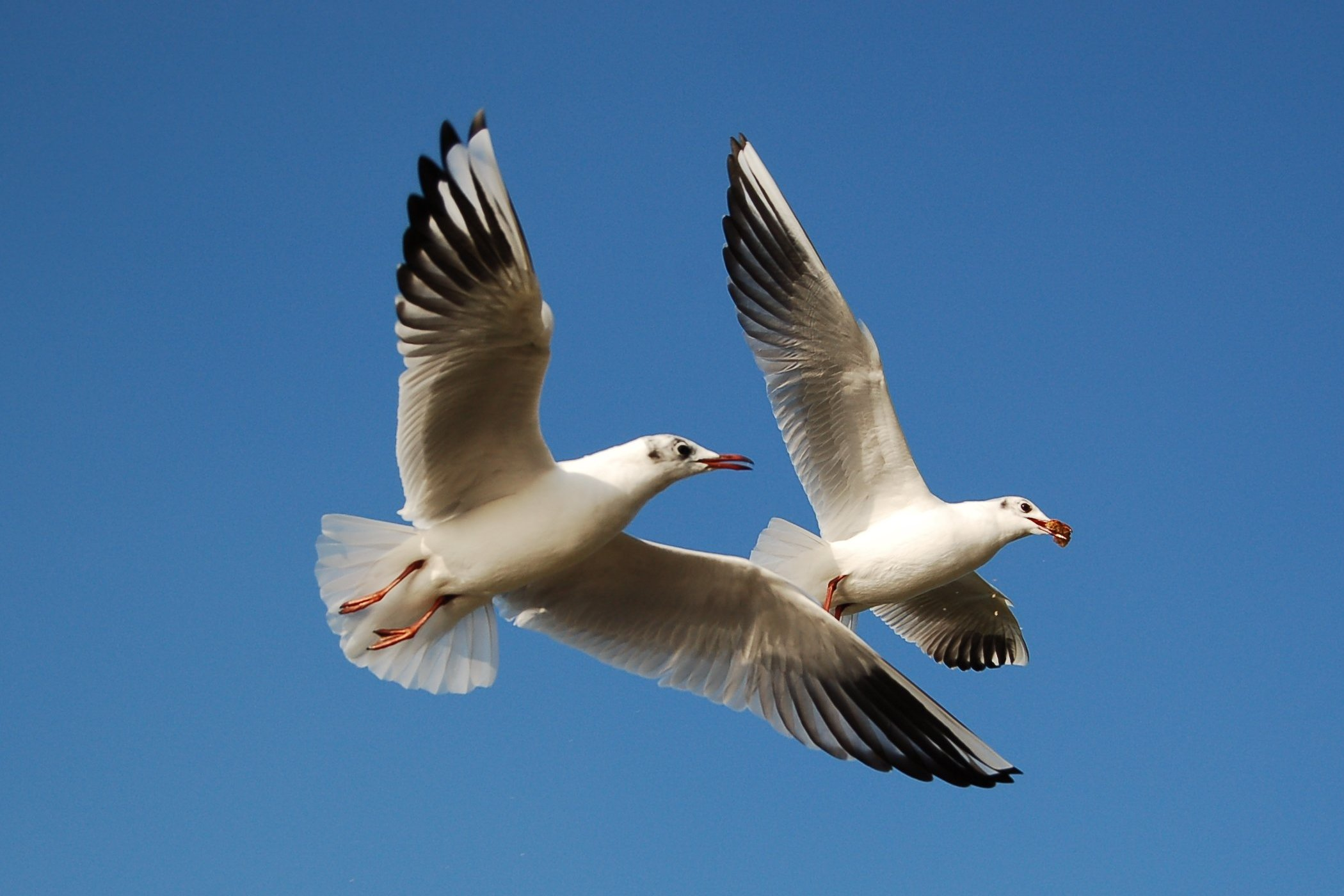
Kokmeeuwen

Dit is een alfabetische lijst van vogelsoorten op Nederlandse naam, die in deze encyclopedie zijn beschreven.
Voor een taxonomische benadering, inclusief vogelgroepen, zie: Aves (taxonomie) of (voor een alternatieve indeling): DNA-onderzoek naar de taxonomie van de vogels.
Zie voor een algemene introductie: vogels.
Zie ook:
- Lijst van vogels in de Lage Landen
- Lijst van vogels in Europa
- Lijst van vogels (wetenschappelijk)
- Lijst van vogelgeslachten

## A
- Aalscholver (Phalacrocorax carbo)
- Aasgier (Neophron percnopterus)
- Abdims ooievaar (Ciconia abdimii)
- Adelaar/Arend (Accipitridae)
- Adeliepinguïn (Pygoscelis adeliae)
- Aethopyga
- Afrikaans porseleinhoen (Aenigmatolimnas marginalis)
- Afrikaanse boomvalk ("Falco cuvierii")
- Afrikaanse grijskopspecht (Mesopicos griseocephalos)
- Afrikaanse havikarend
- Afrikaanse koekoekswouw
- Afrikaanse lepelaar (Platalea alba)
- Afrikaanse maraboe (Leptoptilos crumeniferus)
- Afrikaanse pimpelmees ("Cyanistes teneriffae")
- Afrikaanse reuzenijsvogel
- Afrikaanse scharrelaar of Vorkstaartscharrelaar (Coracias caudata)
- Afrikaanse zeearend (Haliaeetus vocifer)
- Afrikaanse zwaluwstaartwouw
- Alaskastrandloper (Calidris mauri)
- Albatros (Diomedeidae)
- Alpengierzwaluw (Tachymarptis melba)
- Alpenheggenmus (Prunella collaris)
- Alpenkauw (Pyrrhocorax graculus)
- Alpenkraai (Pyrrhocorax pyrrhocorax)
- Alpensneeuwhoen (Lagopus muta)
- Amazonepapegaai (Psittacidae amazone)
- Amerikaanse aalscholver (Phalacrocorax auritus)
- Amerikaanse blauwe reiger (Ardea herodias)
- Amerikaanse bosruiter (Tringa solitaria)
- Amerikaanse dwergstern (Sterna antillarum)
- Amerikaanse flamingo (Phoenicopterus ruber)
- Amerikaanse fregatvogel (Fregata magnificens)
- Amerikaanse houtsnip (Scolopax minor)
- Amerikaanse kleine zilverreiger (Egretta thula)
- Amerikaanse kluut (Recurvirostra americana)
- Amerikaanse notenkraker (Nucifraga columbiana)
- Amerikaanse oehoe (Bubo virginianus)
- Amerikaanse oeverloper (Actitis macularia)
- Amerikaanse schaarbek (Rhynchops niger)
- Amerikaanse slangehalsvogel (Anhinga anhinga)
- Amerikaanse smient (Anas americana)
- Amerikaanse torenvalk (Falco sparverius)
- Amerikaanse witte pelikaan (Pelecanus erythrorhynchos)
- Amerikaanse zeearend (Haliaeetus leucocephalus)
- Amsterdameilandalbatros (Diomedea amsterdamensis)
- Andaman kerkuil (Tyto deroepstorffi)
- Andescondor (Vultur gryphus)
- Angolees blauwfazantje (Uraeginthus angolensis)
- Aplomado-valk (Falco femoralis)
- Apo-honingzuiger (Aethopyga boltoni)
- Apostelvogel (Struthidea cinerea)
- Appelvink (Coccothraustes coccothraustes)
- Arendbuizerd (Buteo rufinus)
- Argusfazant (Argusianus argus)
- Armeense meeuw
- Audouins meeuw (Larus audouinii)
- Auerhoen (Tetrao urogallus)
- Aurora-astrilde (Pytilia phoenicoptera)
- Australische boomvalk (Falco longipennis)
- Australische havik
- Australische jacana (Irediparra gallinacea)
- Australische kerkuil (Tyto novaehollandiae)
- Australische koekoekswouw ("Aviceda subcristata")
- Australische pelikaan (Pelecanus conspicillatus)
- Ayres' havikarend
- Aziatische grasuil (Tyto longimembris)
- Azuurmees
- Azuurvliegenvanger (Eumyias thalassinus)

## B
- Baardgrasmus (Sylvia cantillans)
- Baardmannetje (Panurus biarmicus)
- Baers witoogeend (Aythya baeri)
- Bahamapijlstaart (Anas bahamensis)
- Bairds strandloper ("Calidris bairdii")
- Bali-spreeuw (Leucopsar rothschildi)
- Bandijsvogel (Ceryle alcyon)
- Bandvink (Amadina fasciata)
- Bankivahoen (Gallus gallus)
- Barletts dolksteekduif (Gallicolumba crinigera)
- Barmsijs (Carduelis flammea)
- Bastaardarend (Aquila clanga)
- Beflijster (Turdus torquatus)
- Bengaalse gier
- Bengaalse oehoe (Bubo bengalensis)
- Beo (Gracula religiosa)
- Bergeend (Tadorna tadorna)
- Bergfluiter (Phylloscopus bonelli)
- Bergheggenmus (Prunella montanella)
- Bergmiersluiper (Formicivora serrana)
- Bergparkiet (Polytelis anthopeplus)
- Bergvlagstaartpapegaai (Prioniturus montanus)
- Bichenowastrilde (Poephila bichenovii)
- Bijeneter (Merops apiaster)
- Bijkolibrie (Mellisuga helenae)
- Binsenastrilde (Neochmia ruficauda)
- Bladkoning (Phylloscopus inornatus)
- Blauwborst (Luscinia svecica)
- Blauwborstdwergijsvogel (Alcedo cyanopecta)
- Blauwe ekster (Cyanopica cyanus)
- Blauwe gaai (Cyanocitta cristata)
- Blauwe juweelbabbelaar (Ptilorrhoa caerulescens)
- Blauwe kiekendief (Circus cyaneus)
- Blauwe reiger (Ardea cinerea)
- Blauwe rotslijster (Monticola solitarius)
- Blauwfazantje (Uraeginthus bengalus)
- Blauwgrijs roodstaartje (Estrilda caerulescens)
- Blauwgrijze ara (Anodorhynchus glaucus)
- Blauwgrijze muggenvanger (Polioptila caerulea)
- Blauwkapvlagstaartpapegaai (Prioniturus discurus)
- Blauwkeelara (Ara glaucogularis)
- Blauwkopara (Primolius couloni)
- Blauwkopblauwfazantje (Uraeginthus cyanocephalus)
- Blauwkopbosijsvogel (Actenoides monachus)
- Blauwkruintrogon (Trogon curucui)
- Blauwnekpapegaai (Tanygnathus lucionensis)
- Blauwstaartbijeneter (Merops philippinus)
- Blauwvleugeltaling (Anas discors)
- Blauwvoetgent (Sula nebouxii)
- Blauwvoetrotspelikaan (Sula nebouxii) - zie Blauwvoetgent
- Blauwwangbijeneter (Merops persicus)
- Blonde ruiter (Tryngites subruficollis)
- Blonde tapuit (Oenanthe hispanica)
- Boerenzwaluw (Hirundo rustica)
- Bokje (Lymnocryptes minimus)
- Bontbekplevier (Charadrius hiaticula)
- Bonte aalscholver (Phalacrocorax varius)
- Bonte kraai (Corvus cornix)
- Bonte kuifarend (Spizaetus ornatus)
- Bonte muskaatduif (Ducula bicolor)
- Bonte stern (Onychoprion fuscatus)
- Bonte strandloper (Calidris alpina)
- Bonte vechtkwartel
- Bonte vliegenvanger (Ficedula hypoleuca)
- Boomklever (Sitta europaea)
- Boomklevers (Sittidae)
- Boomkruiper (Certhia brachydactyla)
- Boomkwartel (ook bobwhite) (Colinus virginianus)
- Boomleeuwerik (Lullula arborea)
- Boompieper (Anthus trivialis)
- Boomvalk (Falco subbuteo)
- Bootstaarttroepiaal (Quiscalus major)
- Bosdwergijsvogel (Ceyx lepidus)
- Boskalkoen (Alectura lathami)
- Bosrietzanger (Acrocephalus palustris)
- Bosruiter (Tringa glareola)
- Bosuil (Strix aluco)
- Braamsluiper (Sylvia curruca)
- Brahmaanse wouw (Haliastur indus)
- Brandgans (Branta leucopsis)
- Breedbekstrandloper (Limicola falcinellus)
- Breedringbrilvogel (Zosterops poliogastrus)
- Brilduiker (Bucephala clangula)
- Brileider
- Brilgrasmus (Sylvia conspicillata)
- Brilstern (Onychoprion anaethetus)
- Brilvogels (Zosteropidae)
- Bronskopeend (ook: sikkeleend, bronskoptaling) (Anas falcata)
- Bruinborstrietvink (Lonchura castaneothorax)
- Bruine gent (Sula leucogaster)
- Bruine hokko (Crax rubra)
- Bruine kiekendief (Circus aeruginosus)
- Bruine pelikaan (Pelecanus occidentalis)
- Bruine raafkaketoe (Calyptorhynchus lathami)
- Bruine uil (Phodilus badius)
- Bruinkop-koevogel (Molothrus ater)
- Bruinkopmees (Parus cinctus)
- Bruinstuitsalangaan (Collocalia mearnsi)
- Buidelmees (Remiz pendulines)
- Buizerd (Buteo buteo)

## C
- Californische condor (Gymnogyps californianus)
- Californische kuifstern (Thalasseus elegans)
- Californische kuifkwartel (Callipepla californica)
- Calliope-kolibrie (Stellula calliope)
- Canadese gans (Branta canadensis)
- Carolina-eend (Aix sponsa)
- Carolinaparkiet (Conuropsis carolinensis) †
- Carolina winterkoning (Thryothorus ludovicianus)
- Casarca (Tadorna ferruginea)
- Cederpestvogel (Bombycilla cedrorum)
- Ceresastrilde (ook:ceresamadine) (Neochmia modesta)
- Cetti's zanger (Cettia cetti)
- Cebu-honingvogel (Dicaeum quadricolor)
- Cebu-shamalijster (Copsychus cebuensis)
- Chileense flamingo (Phoenicopterus chilensis)
- Chileense smient (Anas sibilatrix)
- Chinese dwergkwartel (Excalfactoria chinensis)
- Chinese kokmeeuw (Saundersilarus saundersi)
- Cirlgors (Emberiza cirlus)
- Citroenkwikstaart (Motacilla citreola)
- Citroenzanger (Protonotaria citrea)
- Congopauw (Afropavo congolensis)
- Coscorobazwaan (Coscoroba coscoroba)
- Cubaanse ara (Ara tricolor)

## D
- D'Arnauds baardvogel (Trachyphonus darnaudii)
- Darwinvinken (Geospizinae)
- Darwins nandoe (Pterocnemia pennata)
- Diamantduif (Geopelia cuneata)
- Diamantvink (Emblema guttata)
- Dikbekzeekoet (Uria lomvia)
- Dodaars (Tachybaptus ruficollis)
- Dodo (Raphus cucullatus) †
- Dolksteekduif (Gallicolumba luzonica)
- Dominicaanse mango (Anthracothorax dominicus)
- Dominikanerwida (Vidua macroura)
- Donkerrode amarant (Lagonosticta rubricata)
- Doornastrilde (Aegintha temporalis syn. Neochmia temporalis)
- Dougalls stern (Sterna dougallii)
- Draaihals (Jynx torquilla)
- Driekleurenreiger (Ardea tricolor)
- Driekleurnon (Lonchura malacca)
- Drieteenmeeuw (Rissa tridactyla)
- Drieteenspecht (Picoides tridactylus)
- Drieteenstrandloper (Calidris alba)
- Dubbelhoornige neushoornvogel (Buceros bicornis)
- Dubois' boszanger (Phylloscopus cebuensis)
- Duif (Columbidae)
- Duinpieper (Anthus campestris)
- Dunbekwulp (Numenius tenuirostris)
- Dunsnavelgier
- Dwergaalscholver (Phalacrocorax pygmaeus)
- Dwergara (Ara severus)
- Dwergarend (Hieraaetus pennatus)
- Dwergbijeneter (Merops pusillus)
- Dwergekstertje (Lonchura nanus)
- Dwerggans (Anser erythropus)
- Dwerglijster (Catharus ustulatus)
- Dwergmeeuw (Larus minutus)
- Dwergooruil (Otus scops)
- Dwergplevier (Charadrius melodus)
- Dwergstern (Sterna albifrons)

## E
- Edelpapegaai (Eclectus roratus)
- Eetbaar-nestsalangaan (Collocalia fuciphaga)
- Eidereend (Somateria mollissima)
- Eilandmerel (Turdus poliocepha)
- Ekster (Pica pica)
- Ekstertje (Lonchura cucullatus)
- Elfenastrilde (Estrilda erythronotus)
- Emoe (Dromaius novaehollandiae)
- Europese kanarie (Serinus serinus)
- Europese kraanvogel (Grus grus)
- Europese oehoe (Bubo bubo)
- Europese steenpatrijs (Alectoris graeca)
- Europese zeearend (Haliaeetus albicilla)

## F
- fijispitsvogel (Artamus mentalis)
- Filipijns boshoen (Megapodius cumingii)
- Filipijnse apenarend (Pithecophaga jefferyi)
- Filipijnse blauwrug (Irena cyanogaster)
- Filipijnse brilvogel (Zosterops nigrorum)
- Filipijnse drongo (Dicrurus balicassius)
- Filipijnse dwergijsvogel (Ceyx melanurus)
- Filipijnse dwergooruil (Otus megalotis)
- Filipijnse dwergvalk (Microhierax erythrogenys)
- Filipijnse eend (Anas luzonica)
- Filipijnse gierzwaluw (Mearnsia picina)
- Filipijnse jaarvogel (Aceros leucocephalus)
- Filipijnse kaketoe (Cacatua haematuropygia)
- Filipijnse kikkerbek (Batrachostomus septimus)
- Filipijnse kuifarend (Spizaetus philippensis)
- Filipijnse muskaatduif (Ducula poliocephala)
- Filipijnse oehoe (Bubo philippensis)
- Filipijnse specht (Dendrocopos maculatus)
- Filipijnse spoorkoekoek (Centropus viridis)
- Filipijnse trogon (Harpactes ardens)
- Filipijnse valkuil (Ninox philippensis)
- Filipijnse vleermuisparkiet (Loriculus philippensis)
- Fitis (Phylloscopus trochilus)
- Flamingo (Phoenicopterus roseus)
- Fluiter (Phylloscopus sibilatrix)
- Fluitzwaan (Cygnus columbianus)
- Forster-stern (Sterna forsteri)
- Frater (Carduelis flavirostris)
- Fuut (Podiceps cristatus)

## G
- Galapagospinguïn (Spheniscus mendiculus)
- Gangesbrilvogel (Zosterops palpebrosus)
- Gans
- Gebandeerde muisspecht (Dendrocolaptes certhia)
- Geelbandral (Gallirallus philippensis)
- Geelborstjufferduif (Ptilinopus occipitalis)
- Geelgors (Emberiza citrinella)
- Geelkopcaracara (Milvago chimachima)
- Geelkopmees (Auriparus flaviceps)
- Geelkruinkwak (Nycticorax violaceus)
- Geeloograafkaketoe (Calyptorhynchus funereus)
- (Mediterrane) Geelpootmeeuw (Larus michahellis)
- Geelsnavelduiker (Gavia adamsii)
- Geelsnavelhoningvogel (Dicaeum erythrorhynchos)
- Geelsnavelstern (Sterna bergii)
- Gekraagde roodstaart (Phoenicurus phoenicurus)
- Gekraagde trogon (Trogon collaris)
- Gekroonde boomgierzwaluw (‘’Hemipronce coronata’’)
- Gele kanarie (Serinus flaviventris)
- Gele kwikstaart (Motacilla flava)
- Geoorde fuut (Podiceps nigricollis)
- Geschilderde astrilde (Emblema pictum syn. Emblema picta)
- Gestreepte bosvalk (Micrastur ruficollis)
- Gestreepte gors (Emberiza striolata)
- Gestreepte honingvogel (Dicaeum aeruginosum)
- Gestreepte strandloper (Calidris melanotos)
- Gestreepte uil (Strix varia)
- Gestreepte woltimalia (Ptilocichla mindanensis)
- Gevlekte vechtkwartel (Turnix ocellatus)
- Gewone alk (Alca torda)
- Gewone fazant (Phasianus colchicus)
- Gewone kookaburra (Dacelo novaeguineae)
- Gewone Rosella (Platycercus eximius)
- Gierarend (Gypohierax angolensis)
- Giervalk (Falco rusticolus)
- Gierzwaluw (Apus apus)
- Glansekstertje (Lonchura bicolor)
- Glanskop (Parus palustris)
- Glansvleugelhoningzuiger (Aethopyga pulcherrima)
- Gordelgrasvink (Poephila cincta)
- Gough-eilandgors (Rowettia goughensis)
- Goughwaterhoen (Gallinula comeri)
- Gouldamadine (Chloebia gouldiae)
- Goudbuikje (Amandava subflava)
- Gouden fluiter (Pachycephala pectoralis)
- Goudhaantje (Regulus regulus)
- Goudplevier (Pluvialis apricaria)
- Goudvink (Pyrrhula pyrrhula)
- Granaatastrilde (Uraeginthus granatina)
- Grasmus (Sylvia communis)
- Grasparkiet (Melopsittacus undulatus)
- Graspieper (Anthus pratensis)
- Graszanger (Cisticola juncidis)
- Grauwe buulbuul (Pycnonotus barbatus)
- Grauwe fitis (Phylloscopus trochiloides)
- Grauwe franjepoot (Phalaropus lobatus)
- Grauwe gans (Anser anser)
- Grauwe gors (Milaria calandra)
- Grauwe kiekendief (Circus pygargus)
- Grauwe klauwier (Lanius collurio)
- Grauwe pijlstormvogel (Puffinus griseus)
- Grauwe vliegenvanger (Muscicapa striata)
- Grays dwergsalangaan (Collocalia troglodytes)
- Griekse spotvogel (Hippolais olivetorum)
- Griel (Burhinus oedicnemus)
- Grijskeelhoningzuiger (Aethopyga primigenius)
- Grijskop-katvogel (Ailuroedus melanotis)
- Grijskopalbatros (Diomedea chrysostoma)
- Grijskopijsvogel (Halcyon leucocephala)
- Grijskopspecht (Picus canus)
- Grijswangdwerglijster (Catharus minimus)
- Grijze gors (Emberiza cia)
- Grijze katvogel (Dumetella caroliniensis)
- Grijze kroonkraan (Balearica regulorum)
- Grijze pelikaan (Pelecanus philippensis)
- Grijze roodstaart (Psittacus erithacus)
- Grijze treurspecht (Mulleripicus fuliginosus)
- Grijze wouw (Elanus caeruleus)
- Groene pauw (Pavo muticus)
- Groene reiger (Butorides virescens)
- Groene specht (Picus viridis)
- Groene violetoorkolibrie (Colibri thalassinus)
- Groene vlagstaartpapegaai (Prioniturus luconensis)
- Groenling (Carduelis chloris)
- Groenpootruiter (Tringa nebularia)
- Grondscharrelaars
- Grondspecht (Geocolaptes olivaceus)
- Grootlangtoon of Afrikaanse jacana of Lelieloper of Lotusvogel (Actophilornis africana)
- Grote alexanderparkiet (Psittacula eupatria)
- Grote bonte specht (Dendrocopos major)
- Grote bruine vruchtduif (Phapitreron amethystina)
- Grote burgemeester (Larus hyperboreus)
- Grote dwergooruil (Mimizuku gurneyi)
- Grote fregatvogel (Fregata minor)
- Grote geelpootruiter (Tringa melanoleuca)
- Grote gele kwikstaart (Motacilla cinerea)
- Grote goudrugspecht (Chrysocolaptes lucidus)
- Grote ivoorsnavelspecht (Campephilus principalis)
- Grote jager (Stercorarius skua)
- Grote karekiet (Acrocephalus arundinaceus)
- Grote kiskadie (Pitangus sulphuratus)
- Grote kruisbek (Loxia pytyopsittacus)
- Grote lijster (Turdus viscivorus)
- Grote mantelmeeuw (Larus marinus)
- Grote pijlstormvogel (Puffinus gravis)
- Grote renkoekoek (Geococcyx californianus)
- Grote stern (Sterna sandvicensis)
- Grote tafeleend of Canvasback (Aythya valisineria)
- Grote Trap (Otis tarda)
- Grote zaagbek (Mergus marganser)
- Grote zee-eend (Melanitta fusca)
- Grote zilverreiger (Egretta alba)
- Grutto (Limosa limosa)
- Guaiabero (Bolbopsittacus lunulatus)

## H
- Haakbek (Pinicola enucleator)
- Haaksnavelkolibrie (Eutoxeres aquila')
- Hadada-ibis (Bostrychia hagedash)
- Halsbandparkiet (Psittacula krameri)
- Hamerkop (Scopus umbretta)
- Harlekijneend (Histrionicus histrionicus)
- Harpij (Harpia harpyja)
- Hartlaubs eend (Pteronetta hartlaubii)
- Hartlaubs meeuw (Larus hartlaubii)
- Havik (Accipiter gentilis)
- Havikarend (Hieraaetus fasciatus)
- Hazelhoen (Tetrastes bonasia)
- Heggenmus (Prunella modularis)
- Heilige ibis (Threskiornis aethiopicus)
- Heilige ijsvogel (Todiramphus sanctus)
- Helmkasuaris (Casuarius casuarius)
- Helmparelhoen (Numida meleagris)
- Hemelsblauwe monarch (Hypothymis coelestis)
- Heremietibis (Geronticus eremita)
- Heremietlijster (Catharus guttatus)
- Himalayagier
- hoatzin (Opisthocomus hoazin)
- Hoefijzermuskaatduif (Ducula carola)
- Hoen
- Holenduif (Columba oenas)
- Hondurese amazilia (Amazilia luciae)
- Hop (Upupa epops)
- Houtduif (Columba palumbus)
- Houtsnip (Scolopax rusticola)
- Huia (Heteralocha acutirostris)
- Huisgierzwaluw (Apus affinis)
- Huiskraai (Corvus splendens)
- Huismus (Passer domesticus)
- Huiswinterkoning (Troglodytes aedon)
- Huiszwaluw (Delichon urbica)
- Humboldtpinguïn (Spheniscus humboldti)
- Hyacint ara (anodorhynchus hyacinthinus)

## I
- IJsduiker (Gavia immer)
- IJseend (Clangula hyemalis)
- IJslandse brilduiker (Bucephala islandica)
- IJsvogel (Alcedo atthis)
- Inaccessible-eilandral (Atlantisia rogersi)
- Indische blauwrug (Irena puella)
- Indische dwergooruil (Otus bakkamoena)
- Indische fluiteend (Dendrocygna javanica)
- Indische gans (Anser indicus)
- Indische gier
- Indische papegaaiamadine (Erythrura prasina)
- Isabella's wielewaal (Oriolus isabellae)
- Ivoormeeuw (Pagophila eburnea)
- Ivoorsnavelspecht (Campephilus principalis)

## J
- Jan-van-gent (Morus bassanus of Sula bassana)
- Japanse kuifibis (Nipponia nippon)
- Japanse kwartel (Coturnix japonica)
- Japanse meeuw (Larus crassirostris)
- Japanse meeuw (Lonchura domesticus)
- Japanse nachtegaal (Leiothrix lutea)
- Japanse pestvogel (Bombycilla japonica)
- Javaanse maraboe
- Javaanse tortel (Streptopelia bitorquata)
- Johnstones lori (Trichoglossus johnstoniae)
- Jufferkraanvogel (Anthropoides virgo))

## K
- Kaalkopooievaar (Mycteria americana)
- Kaapse casarca (Tadorna cana)
- Kaapse gier
- Kaapse grasuil (Tyto capensis)
- Kaapse rotslijster (Monticola rupestris)
- Kabouteruil (Micrathene whitneyi)
- Kaffergierzwaluw (Apus caffer)
- Kaka (Nestor meridionalis)
- Kakapo (Strigops habroptilus)
- Kaketoes (Cacatuidae)
- Kalkoen (Meleagris gallopavo)
- Kalkoengier (Cathartes aura)
- Kanarie (Serinus canarius)
- Kaneelbruine brilvogel (Hypocryptadius cinnamomeus)
- Kaneeltaling (Anas cyanoptera)
- Kanoet (Calidris canutus)
- Kanoetstrandloper (Calidris canutus)
- Kapoetsensijs
- Kardinaal (Cardinalis cardinalis)
- Kastanjewinterkoning (Cantorchilus nigricapillus)
- Kasuaris (Casuaris), 3 soorten
- Kauw (Corvus monedula)
- Kea (Nestor notabilis)
- Keep (Fringilla montifringilla)
- Keizerarend (Aquila heliaca)
- Keizergans (Chen canagica)
- Keizerspinguïn (Aptenodytes forsteri)
- Kelpmeeuw (Larus dominicanus)
- Kemphaan (Philomachus pugnax)
- Kerkuil (Tyto alba)
- Kiekendieven (Circinae)
- Kievit (Vanellus vanellus)
- Kip (Gallus domesticus)
- Kiwi (Apteryx)
- Klapekster (Lanius excubitor)
- Klein waterhoen (Porzana parva)
- Kleine alk (Alle alle)
- Kleine bonte specht (Dendrocopos minor)
- Kleine burgemeester (Larus glaucoides)
- Kleine bruine vruchtduif (Phapitreron leucotis)
- Kleine chachalaca (Ortalis motmot)
- Kleine flamingo (Phoenicopterus minor)
- Kleine geelkopgier (Cathartes burrovianus)
- Kleine gekuifde ijsvogel (Alcedo cristata)
- Kleine jager (Stercorarius parasiticus)
- Kleine karekiet (Acrocephalus scirpaceus)
- Kleine klapekster (Lanius minor)
- Kleine mantelmeeuw (Larus fuscus)
- Kleine pelikaan (Pelecanus rufescens)
- Kleine plevier (Charadrius dubius)
- Kleine rietgans (Anser brachyrhynchus)
- Kleine strandloper (Calidris minuta)
- Kleine torenvalk (Falco naumanni)
- Kleine vliegenvanger (Ficedula parva)
- Kleine zilverreiger (Egretta garzetta)
- Kleine zwaan (Cygnus bewickii)
- Kleine zwarte kerkuil (Tyto multipunctata)
- Kleine zwartkop (Sylvia melanocephala)
- Kleinst waterhoen (Porzana pusilla)
- Kluut (Recurvirostra avosetta)
- Kneu (Carduelis cannabina)
- Knobbelmeerkoet (Fulica cristata)
- Knobbelzwaan (Cygnus olor)
- Koekoek (Cuculus canorus)
- Koereiger (Bubulcus ibis)
- Kokmeeuw (Larus ridibundus)
- Kolgans (Anser albifrons)
- Konijnuiltje (Athene cunicularia)
- Koningsfazant (Syrmaticus reevesii)
- Koningsgier (Sarcoramphus papa)
- Koningsparadijsvogel (Cicinnurus regius)
- Koningsparkiet
- Koningspinguïn (Aptenodytes patagonicus)
- Koningsstern (Sterna maxima)
- Kortstaartglansvogel (Galbalcyrhynchus leucotis")
- Koolmees (Parus major)
- Koperwiek (Turdus iliacus)
- Korhoen (Tetrao tetrix)
- Koritrap (Ardeotis kori)
- Kortteenleeuwerik (Calandrella brachydactyla)
- Kraaiachtigen (Corvidae)
- Kraanvogel (Grus grus)
- Krakeend (Anas strepera)
- Kramsvogel (Turdus pilaris)
- Kransarend (Harpyhaliaetus coronatus)
- Krekelzanger (Locustella fluviatilis)
- Kroeskoppelikaan (Pelecanus crispus)
- Krombekstrandloper (Calidris ferruginea)
- Kroonarend (Stephanoaetus coronatus)
- Krooneend (Netta rufina)
- Kroonkraan (Balearica regulorum)
- Kruisbek (Loxia curvirostra)
- Kuhls pijlstormvogel (Calonectris diomedea)
- Kuifaalscholver (Phalacrocorax aristotelis)
- Kuifarend
- Kuifcaracara (Polyborus plancus)
- Kuifduiker (Podiceps auritus)
- Kuifeend (Aythya fuligula)
- Kuifkoekoek (Clamator glandarius)
- Kuifleeuwerik (Galerida cristata)
- Kuifmaina (Acridotheres cristatellus)
- Kuifmees (Parus cristatus)
- Kwak (Nycticorax nycticorax)
- Kwartel (Coturnix coturnix)
- Kwartelkoning (Crex crex)
- Kwikstaart

## L
- Labradoreend (Camptorhynchus labradorius)
- Lachmeeuw (Larus atricilla)
- Lachvalk (Herpetotheres cachinnans)
- Ladyamherstfazant (Chrysolophus amherstiae)
- Lammergier (Gypaetus barbatus)
- Langsnavelparkiet (Enicognathus leptorhynchus)
- Lannervalk (Falco biarmicus)
- Lears ara (Anodorhynchus leari)
- Leclanchers jufferduif (Ptilinopus leclancheri)
- Leeuweriken (Alaudidae)
- Leikruinbuulbuul (Hypsipetes siquijorensis ook wel Ixos siquijorensis)
- Lelkraanvogel (Bugeranus carunculatus ook wel Grus caranculatus)
- Lepelaar (Platalea leucorodia)
- Lepelbekstrandloper
- Liervogel (Menura novaehollandiae)
- Lijsterachtigen (Turdidae)
- Loodbekje (Lonchura malabarica)
- Loopvogel (Ratites)
- Loriculus camiguinensis
- Lori van de blauwe bergen (Trichoglossus haematodus moluccanus)
- Luzonbosijsvogel (Actenoides lindsayi)
- Luzonbrilvogel (Zosterops meyeni)
- Luzonneushoornvogel (Penelopides manillae)
- Luzonral (Lewinia mirifica)
- Luzonrupsvogel (Coracina coerulescens)

## M
- Madagaskar-grasuil (Tyto soumagnei)
- Madagaskarwever
- Madeiragierzwaluw (Apus unicolor)
- Magelhaenpinguïn (Spheniscus magellanicus)
- Magoeari
- Maleise buulbuul (Pycnonotus plumosus)
- Manakin (Pipridae)
- Mandarijneend (Aix galericulata)
- Manenduif (Caloenas nicobarica)
- Mangrovereiger (Butorides striatus)
- Manilla-papegaaiamadine (Erythrura viridifacies)
- Manus kerkuil (Tyto manusi)
- Marche' jufferduif (Ptilinopus marchei)
- Marmereend (Marmaronetta angustirostris)
- Maskeramadine (Poephila personata)
- Maskerduif (Oena capensis)
- Maskergors (Emberiza sposocephala)
- Maskeruil (Pulsatrix perspicillata)
- Massena's trogon (Trogon massena)
- Matkop (Parus montanus)
- Meerkoet (Fulica atra)
- Meesachtigen (Paridae)
- Melba-astrilde (Pytilia melba)
- Merel (Turdus merula)
- Merrills jufferduif (Ptilinopus merrilli)
- Mexicaanse tijgerroerdomp (Tigrisoma mexicanum)
- Middelste bonte specht (Dendrocopos medius)
- Middelste jager (Stercorarius pomarinus)
- Middelste zaagbek (Mergus serrator)
- Miervogel (Formicariidae)
- Minahassakerkuil (Tyto inspectata)
- Mindanao-bosijsvogel (Actenoides hombroni)
- Mindanao-koningsspreeuw (Basilornis mirandus)
- Mindanao-neushoornvogel (Penelopides affinis)
- Mindanao-papegaaiamadine (Erythrura coloria)
- Mindanao-vlagstaartpapegaai (Prioniturus waterstradti)
- Mindoro-dolksteekduif (Gallicolumba platenae)
- Mindoro-honingvogel (Dicaeum retrocinctum)
- Mindoro-muskaatduif (Ducula mindorensis)
- Mindoro-neushoornvogel (Penelopides mindorensis)
- Mindoro-spoorkoekoek (Centropus steerii)
- Moerassneeuwhoen (Lagopus lagopus)
- Moeraswouw (Rostrhamus sociabilis)
- Molukkenkaketoe (Cacatua moluccensis)
- Molukse kerkuil (Tyto sororcula)
- Mongoolse woestijnvink (Rhodopechys mongolicus)
- Monniksgier (Aegypius monachus)
- Monniksparkiet (Myiopsitta monachus)
- Monnikstapuit (Oenanthe monacha)
- Montezuma oropendola (Psarocolius montezuma)
- Moorse nachtzwaluw (Caprimulgus ruficollis)
- Morinelplevier (Charadrius morinellus ook wel Eudromias morinellus)
- Motmot (Momotidae)
- Mozambiquesijs (Serinus mozambicus)
- Muisspecht (Dendrocolaptidae)
- Muskaatvink (Lonchura punctulata)
- Muskuseend (Cairina moschata)

## N
- Nachtegaal (Luscinia megarhynchos)
- Nachtzwaluw (Caprimulgus europaeus)
- Nandoe (Rhea americana)
- Napoleonnetje (Estrilda troglodytes)
- Narina-trogon (Apaloderma narina)
- Negrosdolksteekduif (Gallicolumba keayi)
- Neumann kerkuil (Tyto nigrobrunnea)
- New Britain kerkuil (Tyto aurantia)
- Nieuw-Zeelandse vliegenvanger (Petroica australis)
- Nijlgans (Alopochen aegyptiacus)
- Nonnetje (Mergellus albellus)
- Noordse nachtegaal (Luscinia luscinia)
- Noordse pijlstormvogel (Puffinus puffinus)
- Noordse stern (Sterna paradisaea)
- Noordse stormvogel (Fulmarus glacialis)
- Norfolkkaka (Nestor productus)
- Notenkraker (Nucifraga caryocatactes)
- Numforvlagstaartijsvogel (Tanysiptera carolinae)

## O
- Oehoe (Bubo bubo)
- Oeraluil (Strix uralensis)
- Oeverloper (Actitis hypoleucos)
- Oeverpieper (Anthus petrosus)
- Oeverzwaluw (Riparia riparia)
- Olijfastrilde (Amandava formosa)
- Olijfbruin waterhoen (Amaurornis olivaceus)
- Olijfrugorganist (Euphonia gouldi)
- Ooievaar (Ciconia ciconia)
- Oorgier (Torgos tracheliotus)
- Oranjebuikbladvogel (Chloropsis hardwickii)
- Oranjebuikjufferduif (Ptilinopus iozonus)
- Oranjekaakje (Estrilda melpoda)
- Ornaatmees (Parus elegans)
- Orpheusgrasmus (Sylvia hortensis)
- Orpheusspotvogel (Hippolais polyglotta)
- Ortolaan (Emberiza hortulana)
- Ossenpikker
- Ovambosperwer (Accipiter ovampensis)

## P
- Paapje (Saxicola rubetra)
- Paarse strandloper (Calidris maritima)
- Palawanbladvogel (Chloropsis palawanensis)
- Palawanmees (Parus amabilis)
- Palawanneushoornvogel (Anthracoceros marchei)
- Palawanniltava (Cyornis lemprieri)
- Palawanpauwfazant (Polyplectron emphanum)
- Palawanvlagstaartpapegaai (Prioniturus platenae)
- Palawanwoltimalia (Ptilocichla falcata)
- Palmtortel (Streptopelia senegalensis)
- Panay-neushoornvogel (Penelopides panini)
- Papegaai (Psittacidae)
- Papegaaiduiker (Fratercula arctica)
- Papegaai-breedbek (Psarisomus dalhousiae)
- Paradijskraanvogel (Anthropoides paradiseus)
- Parelduiker (Gavia arctica)
- Parkiet (Melopsittacus)
- Patrijs (Perdix perdix)
- Patrijsastrilde (Ortygospiza atricollis atricollis)
- Pauw (Pavo), 2 soorten
- Pels visuil (Scotopelia peli)
- Perzische roodborst (Irania gutturalis)
- Pestvogel (Bombycilla garrulus)
- Phapitreron brunneiceps
- Phapitreron cinereiceps
- Phayres pitta (Pitta phayrei)
- Pijlstaart (Anas acuta)
- Pijlstaartrupsvogel (Coracina mcgregori)
- Pimpelmees (Parus caeruleus)
- Pinguïn (Spheniscidae)
- Planalto muisspecht (Dendrocolaptes platyrostris)
- Platens honingvogel (Prionochilus plateni)
- Poelruiter (Tringa stagnatilis)
- Pontische meeuw (Larus cachinnans)
- Porseleinhoen (Porzana porzana)
- Postduif (Columba livia)
- Prieelvogel (Ptilonorhynchidae)
- Prigogine-uil (Tyto prigoginei)
- Provençaalse grasmus (Sylvia undata)
- Pruimekopparkiet (Psittacula cyanocephala)
- Purperastrilde (Pirenestes ostrinus)
- Purperen suikervogel (Cyanerpes caeruleus)
- Purperkoet (Porphyrio porphyrio)
- Purperreiger (Ardea purpurea)
- Putter (Carduelis carduelis)

## Q
- Quetzal (Pharomachrus mocinno)

## R
- Raaf (Corvus corax)
- Ralreiger (Ardeola ralloides)
- Rands sluiptimalia (Napothera rabori)
- Ransuil (Asio otus)
- Regenwulp (Numenius phaeopus)
- Renkoekoek (Geococcyx)
- Reuzenalbatros (Diomedea exulans)
- Reuzenalk (Pinguinus impennis) - †
- Reuzenekstertje (Lonchura fringilloides)
- Reuzenstekelstaartgierzwaluw (Hirundapus giganteus)
- Reuzenstern (Sterna caspia)
- Reuzentoekan (Ramphastos toco)
- Reuzenzwartkopmeeuw (Larus ichthyaetus)
- Rietgors (Emberiza schoeniclus)
- Rietzanger (Acrocephalus schoenobaenus)
- Rifgriel (Esacus magnirostris)
- Rijstvogel (Padda oryzivora)
- Ringmus (Passer montanus)
- Ringsnavelmeeuw (Larus delawarensis)
- Ringtaling (Callonetta leucophrys)
- Ripleys jufferduif (Ptilinopus arcanus)
- Robijnkeelkolibrie (Archilochus colubris)
- Rode druppelastrilde (Hypargos niveoguttatus)
- Rode flamingo (Phoenicopterus ruber ruber)
- Rode ibis (Eudocimus ruber)
- Rode patrijs (Alectoris rufa)
- Rode rotshaan (Rupicola peruviana)
- Rode rotslijster (Monticola saxatilis)
- Rode wouw (Milvus milvus)
- Roek (Corvus frugilegus)
- Roerdomp (Botaurus stellaris)
- Roetkopalbatros (Phoebetria palpebrata)
- Roetvliegenvanger (Muscicapa sibirica)
- Roodbekwever (Quelea quelea')
- Roodborst (Erithacus rubecula)
- Roodborstbuulbuul (Ixos philippinus)
- Roodborstlijster (Turdus migratorius)
- Roodborsttapuit (Saxicola torquata)
- Roodbuikara (Orthopsittaca manilata)
- Roodbuikdwergarend (Hieraaetus kienerii)
- Roodbrauwmalkoha (Phaenicophaeus superciliosus)
- Roodhalsfuut (Podiceps grisegena)
- Roodhalsgans (Branta ruficollis)
- Roodkeelcaracara (Daptrius americanus)
- Roodkeeldraaihals (Jynx ruficollis)
- Roodkeelduiker (Gavia stellata)
- Roodkopamadine (Amadina erythrocephala)
- Roodkopeend (Aythya americana)
- Roodkopklauwier (Lanius senator)
- Roodkoppapegaaiamadine (Erythrura psittacea)
- Roodkopspecht (Melanerpes erythrocephalus)
- Roodkuifloerie (Tauraco erythrolophus)
- Roodmasker Agapornis / Roodmaskerdwergpapagaai (Agapornis pullarius)
- Roodmaskerastrilde (Pytilia hypogrammica)
- Roodmus (Carpodacus erythrinus)
- Roodpootgent (Sula sula)
- Roodrugara (Primolius maracana)
- Roodrugparkiet (Psephotus haematonotus)
- Roodschouderglansspreeuw (Lamprotornis nitens)
- Roodsnavelkeerkringvogel (Phaethon aethereus)
- Roodstaartkeerkringvogel (Phaethon rubricauda)
- Roodstaartraafkaketoe (Calyptorhynchus banksii)
- Roodstuitzwaluw (Hirundo daurica)
- Roodvoorhoofdkanarie (serinus pusillus)
- Roodwangara (Ara rubrogenys)
- Roodwangboszanger (Abroscopus albogularis)
- Rosse franjepoot (Phalaropus fulicarius)
- Rosse graszanger (Cisticola rufus)
- Rosse grutto (Limosa lapponica)
- Rosse neushoornvogel (Buceros hydrocorax)
- Rosse paradijsmonarch (Terpsiphone cinnamomea)
- Rosse spoorkoekoek (Centropus unirufus)
- Rosse spotlijster (Toxostoma rufum)
- Rosse stekelstaart (Oxyura jamaicensis)
- Ross' meeuw (Rhodostethia rosea)
- Ross' gans (Anser rossii)
- Rotgans (Branta bernicla)
- Rotsduif (Columba livia)
- Rotsmus (Petronia petronia)
- Rotszwaluw (Ptyonoprogne rupestris)
- Rouwkwikstaart (Motacilla alba yarrellii)
- Rozekopeend (Netta caryophyllacea)
- Roze lepelaar (Platalea ajaja)
- Roze pelikaan (Pelecanus onocrotalus)
- Ruigpootbuizerd (Buteo lagopus)
- Ruigpootuil (Aegolius funereus)
- Rüppells grasmus (Sylvia rueppelli)
- Rotgans (Branta bernicla)

## S
- Sakervalk (Falco cherrug)
- Saruskraanvogel (Grus antigone)
- Scharrelaar (Coracias garrulus)
- Schoenbekooievaar (Balaeniceps rex)
- Scholekster (Haematopus ostralegus)
- Schots sneeuwhoen (Lagopus lagopus scoticus)
- Schreeuwarend (Aquila pomarina)
- Schubhalsmalkoha (Phaenicophaeus cumingi)
- Schuitbekreiger (Cochlearius cochlearius)
- Scolopax bukidnonensis
- Secretarisvogel (Sagittarius serpentarius)
- shamalijster (Copsychus malabaricus )
- Siberische taling (Sibirionetta formosa)
- Sijs (Carduelis spinus)
- Sint Helenafazantje (Estrilda astrild)
- Sint-Lucia-amazone (Amazona versicolor)
- Slangenarend (Circaetus gallicus)
- Slechtvalk (Falco peregrinus)
- Slobeend (Anas clypeata)
- Smaragdduif (Chalcophaps indica)
- Smaragdkeelkolibrie (Abeillia abeillei)
- Smelleken (Falco columbarius)
- Smient (Anas penelope)
- Smyrna-ijsvogel (Halcyon smyrnensis)
- Sneeuwgans (Anser caerulescens)
- Sneeuwgors (Plectrophenax nivalis)
- Sneeuwuil (Bubo scandiacus)
- Sneeuwvink (Montifringilla nivalis)
- Snor (Locustella luscinoides)
- Soepeend of Parkeend (Anas platyrhynchos domesticus of Anas unox) zie ook Wilde eend
- Soepgans (Anser anser forma domestica, Anser unox of Anserini x)
- Spaanse keizerarend (Aquila adalberti)
- Spaanse mus (Passer hispaniolensis)
- Sperwer (Accipiter nisus)
- Sperwergrasmus (Sylvia nisoria)
- Sperweruil (Surnia ulula)
- Spitsstaartamadine (Poephila acuticauda)
- Spitsstaartbronzemannetje (Lonchura acuticauda (L.striada))
- Spix' ara ("Cyanopsitta spixii")
- Spotlijsters (Mimidae)
- Spotvogel (Hippolais icterina)
- Spreeuw (Sturnus vulgaris)
- Sprinkhaanrietzanger (Locustella naevia)
- Staalvink (Vidua chalybeata syn. Hypochera chalybeata)
- Staartmees (Aegithalos caudatus)
- Steenarend (Aquila chrysaetos)
- Steenloper (Arenaria interpres)
- Steenuil (Athene noctua)
- Steltkluut (Himantopus himantopus)
- Stephen Island rotswinterkoning (Xenicus lyalli) - †
- Steppearend (Aquila nipalensis)
- Steppekiekendief (Circus macrourus)
- Stormmeeuw (Larus canus)
- Stormvogeltje (Hydrobates pelagicus)
- Strandleeuwerik (Strandleeuwerik)
- Strandplevier (Charadrius alexandrinus)
- Struisvogel (Struthio camelus)
- Sulawesi-jaarvogel (Rhyticeros cassidix)
- Sulawesikerkuil (Tyto rosenbergii)
- Sulu-neushoornvogel (Anthracoceros montani)
- Sulu-vlagstaartpapegaai (Prioniturus verticalis)
- Swainsons toekan (Ramphastos swainsonii)
- Syrische bonte specht (Dendrocopos syriacus)
- Syrische kanarie (serinus syriacus)

## T
- Tafeleend (Aythya ferina)
- Taigaboomkruiper (Certhia familiaris)
- Taigagaai (Perisoreus infaustus)
- Taigarietgans of Rietgans (Anser fabalis)
- Takahe (Porphyrio mantelli)
- Tamboerijnduif (Turtur tympanistria)
- Tapuit (Oenanthe oenanthe)
- Tawitawi-dolksteekduif (Gallicolumba menagei)
- Temmincks strandloper (Calidris temminckii)
- Tibetaanse roodmus (Carpodacus roborowskii)
- Tijgervink (Amandava amandava)
- Timalia's (Timaliidae)
- Tinamoe (Tinamidae)
- Tjiftjaf (Phylloscopus collybita)
- Toekan (Ramphastidae)
- Toerkestanse loopkraai (Podoces panderi)
- Topper(eend) (Aythya marila)
- Torenvalk (Falco tinnunculus)
- Tortelduif (Streptopelia turtur)
- Trekduif (Ectopistes migratorius) - †
- Tristanalbatros (Diomedea dabbenena)
- Trompetzwaan (Cygnus buccinator)
- Tuinfluiter (Sylvia borin)
- Tureluur (Tringa totanus)
- Turkse tortel (Streptopelia decaocto)
- Turqoisineparkiet (Neophema pulchella)
- Trapvechtkwartel (Pedionomus torquatus)
- Treurmaina (Acridotheres tristis)
- Trompetneushoornvogel (Bycanistes bucinator syn. Ceratogymna bucinator)
- Tweekleurige mees (Baeolophus bicolor)
- Twentse landgans

## U
- Uilen
- Uilnachtzwaluw (Podargus strigoides)
- Ultramarijnbisschop (Cyanoloxia brissonii)

## V
- Vaal stormvogeltje (Oceanodroma leucorhoa)
- Vale gier (Gyps fulvus)
- Vale gierzwaluw (Apus pallidus)
- Vale pijlstormvogel (Puffinus mauretanicus)
- Vale spotvogel (Hippolais pallida)
- Valk (Falconidae)
- Valkparkiet (Nymphicus hollandicus)
- Vegavis iaai
- Veery (Catharus guttatus)
- Veldleeuwerik (Alauda arvensis)
- Velduil (Asio flammeus)
- Vink (Fringilla coelebs)
- Vinkachtigen (Fringilidae)
- Visarend (Pandion haliaetus)
- Visdief (Sterna hirundo)
- Vlaamse gaai (Garrulus glandarius)
- Vlekbekeend (Anas poecilorhyncha)
- Vorkstaartmeeuw (Xema sabini)
- Vorkstaartplevier (Glareola pratincola)
- Vuurborsthoningzuiger (Aethopyga flagrans)
- Vuurgoudhaantje (Regulus ignicapillus)
- Vuurvink (Lagonosticta senegala)

## W
- Waaierduif (Goura victoria)
- Waaierhoen (Centrocercus urophasianus)
- Waldens jaarvogel (Aceros waldeni)
- Waterhoen (Gallinula chloropus)
- Waterpieper (Anthus spinoletta)
- Waterral (Rallus aquaticus)
- Watersnip (Gallinago gallinago)
- Waterspreeuw (Cinclus cinclus)
- Watertrapper (Podica senegalensis)
- Wenkbrauwalbatros (Thalassarche melanophris)
- Wespendief (Pernis apivorus)
- Whiteheads salangaan (Collocalia whiteheadi)
- Wielewaal (Oriolus oriolus)
- Wijnrode amarant (Lagonosticta vinacea)
- Wilde eend (Anas platyrhynchos)
- Wilde zwaan (Cygnus cygnus)
- Willet (Catatrophorus semipalmatus)
- Winchells ijsvogel (Halcyon winchelli)
- Winterkoning (Troglodytes troglodytes)
- Wintertaling (Anas crecca)
- Witborstraaf (Corvus albus)
- Witborstrietvink (Lonchura pectoralis syn. Heteromunia pectoralis)
- Witbuikspecht (Dryocopus javensis)
- Witbuiktoerako (Corythaixoides leucogaster)
- Witbuikzandhoen (Pterocles alchata)
- Witbuikzeearend (Haliaeetus leucogaster)
- Witgat(je) (Tringa ochropus)
- Withalsvliegenvanger (Ficedula albicollis)
- Witkapnoddy (Anous minutus)
- Witkeelgors (Zonotrichia albicollis)
- Witkopeend (Oxyura leucocephala)
- Witkopmeeuw (Larus novaehollandiae)
- Witkopnon (Lonchura maja)
- Witkopspecht (Picoides albolarvatus)
- Witkopzeearend (Haliaeetus leucocephalus)
- Witkraagijsvogel (Todiramphus chloris)
- Witoogeend (Aythya nyroca)
- Witrugspecht (Dendrocopos leucotos)
- Witstaartkeerkringvogel (Phaethon lepturus)
- Witstaarttrogon ('Trogon viridis)
- Witstuitbarmsijs (Carduelis hornemanni)
- Witte ibis (Eudocimus albus)
- Witte kwikstaart (Motacilla alba alba)
- Witte monjita (Xolmis irupero)
- Witvleugelduif (Zenaida asiatica)
- Witvleugelstern (Chlidonias leucopterus)
- Witvoorhoofdmees (Parus semilarvatus)
- Witwangreiger
- Witwangstern (Chlidonias hybrida)
- Worcesters vechtkwartel (Turnix worcesteri)
- Woudaapje (Ixobrychus minutus)
- Wulp (Numenius arquata)
- Wurgarend (Morphnus guianensis)

## X
- Xantus' alk
- Xenops
- Xingumiervogel (Willisornis vidua)

## Y
- Yelkouanpijlstormvogel (Puffinus yelkouan)
- Yucatánamazilia (Amazilia yucatanensis)
- Yucatángaai (Cyanocorax yucatanicus)
- Yucatánsabelvleugel (Campylopterus pampa)
- Yungasmanakin (Chiroxiphia boliviana)
- Yunnannontimalia (Alcippe fratercula)

## Z
- Zanggors (Melospiza melodia)
- Zanglijster (Turdus philomelos)
- Zebraduif (Geopelia striata)
- Zebravink (Taeniopygia guttata)
- Zeekoet (Uria aalge)
- Zilverbekje (Lonchura cantans)
- Zilveren dwergijsvogel (Alcedo argentata)
- Zilvermeeuw (Larus argentatus)
- Zilverplevier (Pluvialis squatarola)
- Zomertaling (Spatula querquedula)
- Zonastrilde (Neochmia phaeton)
- Zonparkiet (Aratinga solstitialis)
- Zuidelijke geelsnaveltok (Tockus leucomelas)
- Zuidelijke hoornraaf (Bucorvus leadbeateri)
- Zwaardkolibrie (Ensifera ensifera)
- Zwaan
- Zwaangans
- Zwaluwstaartmeeuw (Creagrus furcatus)
- Zwaluwstaartwouw (Elanoides forficatus)
- Zwartbuikzandhoen (Pterocles orientalis)
- Zwarte gier (Coragyps atratus)
- Zwarte ibis (Plegadis falcinellus)
- Zwarte kraai (Corvus corone)
- Zwarte kerkuil (Tyto tenebricosa)
- Zwarte kroonkraan (Balearica pavonina)
- Zwarte mees (Parus ater)
- Zwarte ooievaar (Ciconia nigra)
- Zwarte roodstaart (Phoenicurus ochruros)
- Zwarte ruiter (Tringa erythropus)
- Zwarte schaarbek (Rhynchops niger)
- Zwarte specht (Dryocopus martius)
- Zwarte stern (Chlidonias niger)
- Zwarte tapuit (Oenanthe leucura)
- Zwarte wouw (Milvus migrans)
- Zwarte zeekoet (Cepphus grylle)
- Zwarte zwaan (Cygnus atratus)
- Zwartbuikfluiteend (Dendrocygna autumnalis)
- Zwarthalszwaan (Cygnus melanocoryphus)
- Zwartkaplori (Lorius lory)
- Zwartkop (Sylvia atricapilla)
- Zwartkopgors (Emberiza melanocephala)
- Zwartkopnon (Lonchura atricapilla)
- Zwartkoprietzanger (Acrocephalus melanopogon)
- Zwartnekjufferduif (Ptilinopus melanospilus)
- Zwartmasker dwergpapegaai (Agapornis personatus)
- Zwartmaskerboszanger (Abroscopus schisticeps)
- Zwartrugalbatros (Thalassarche melanophris)
- Zwartsnavelooievaar
- Zwartvoetalbatros (Phoebastria nigripes)
- Zwartvoetpinguïn (Spheniscus demersus)
- Zwartwangspoorkoekoek (Centropus melanops)
- Zwavelborsttoekan (Ramphastos sulfuratus)